# Wały Królewskie

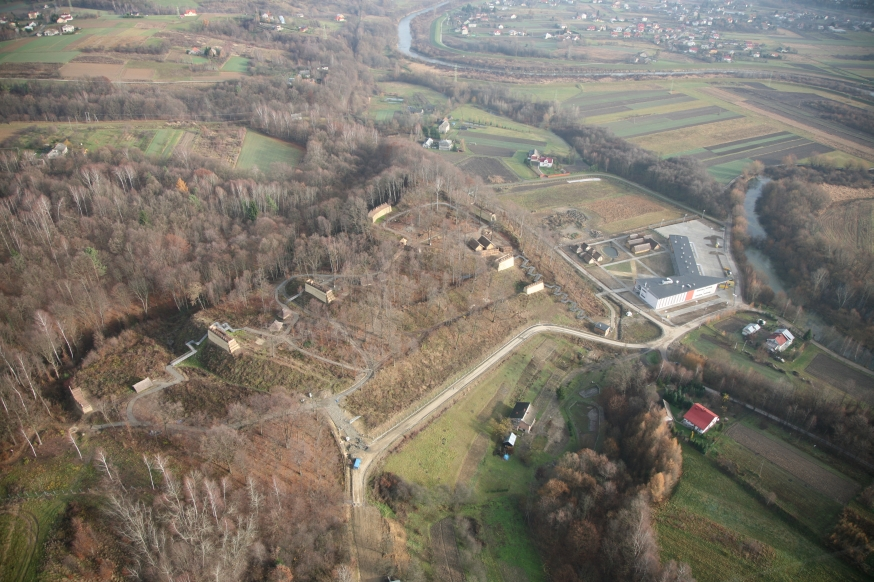

Wały Królewskie – utrwalona w miejscowej tradycji nazwa grodziska położonego w Trzcinicy k. Jasła w woj. podkarpackim, na którym dokonano rewelacyjnych odkryć archeologicznych datowanych na początki epoki brązu i wczesne średniowiecze. Stanowisko to bywa także nazywane Karpacką Troją, przede wszystkim dzięki skansenowi archeologicznemu noszącemu tę nazwę wybudowanemu tu w latach 2007–2009.

## Położenie geograficzne
Grodzisko położone jest tuż nad doliną rzeki Ropy, na cyplu posiadającym z trzech stron wyjątkowo strome stoki. Ze względu na istniejące tu sztucznie uformowane, wysokie nasypy ziemne znane było od dawna, a naturalna niedostępność chroniła go przed zniszczeniem.

## Historia
W początkach epoki brązu zbudowano tu osadę warowną. Mieszkała w niej ludność grupy pleszowskiej kultury mierzanowickiej (2100–1650 p.n.e.) pozostająca pod silnymi wpływami zakarpackimi. Potem w latach 1650–1350 p.n.e. żyła tu zakarpacka ludność kultury Otomani-Füzesabony o bardzo wysokim poziomie cywilizacyjnym, której gród w szczytowym okresie zajmował powierzchnię prawie 2 ha. Produkowała ona wyroby z brązu i złota. W tym czasie występowały tu oddziaływania kulturowe idące od strony wielkich cywilizacji basenu Morza Śródziemnego, ale także od północy znad Bałtyku. Było tu ważne pradziejowe centrum kulturotwórcze.
W okresie wczesnego średniowiecza (780–1031 r. n.e.) znajdował się tu ośrodek lokalnej władzy, a potężny, wieloczłonowy gród zajmował ponad 3 ha powierzchni opasanej wałami.

### Historia badań
Pierwszych, nieprofesjonalnych badań archeologicznych dokonano na grodzisku jeszcze w XIX w. Pierwsze metodyczne wykopaliska przeprowadziła w Trzcinicy Karpacka Ekspedycja Archeologiczna pod kierownictwem A. Żakiego w roku 1957. W roku 1958 i 1962 na stanowisku pracował A. Kunysz. Najbardziej zasłużonym badaczem grodziska jest Jan Gancarski, który prowadził tu badania w latach 1991–1997 oraz 2005–2009. Jan Gancarski jest także pomysłodawcą projektu budowy Skansenu Archeologicznego Karpacka Troja.

## Odkrycia
Na stanowisku dokonano odkryć archeologicznych o randze europejskiej. Odkryto najstarsze osady obronne z dotąd znanych w Polsce i stwierdzono pierwsze ślady oddziaływania cywilizacji anatolijsko-bałkańskiej na tereny ziem polskich. Jest to też jedno z najstarszych i najlepiej zachowanych grodzisk słowiańskich (770-1031 r.n.e.), zajmujące 3,5 ha powierzchni. Wały obronne licząc od podstawy nasypów dochodzą jeszcze dzisiaj do 10 m wysokości.
W trakcie interdyscyplinarnych badań prowadzonych w Trzcinicy w latach 1991–1998, 2005–2009 odkryto ponad 160 tysięcy zabytków archeologicznych i przebadano konstrukcje obronne. Znaleziono duże ilości glinianych naczyń oraz inne wyroby z ceramiki. Odkryto liczne wyroby kościane i rogowe, kamienne i krzemienne, unikalne zabytki z brązu i żelaza. Znaleziono dowody dalekosiężnych kontaktów. Odkryto przedmioty kultu, wytwory sztuki pradziejowej, narzędzia, broń i ozdoby. Uzyskano wiele danych dotyczących chronologii badanych osad oraz gospodarki i środowiska naturalnego. Niezwykle cenny okazał się srebrny skarb wczesnośredniowieczny, składający się z monet, różnego rodzaju ozdób, kawałków srebra i unikalnego okucia pochwy miecza – wielkiego dzieła sztuki wczesnośredniowiecznej. Przez cały okres funkcjonowania obiektu obronnego w Trzcinicy nakładały się tu i łączyły różnorodne wpływy kulturowe.